# 아케노 교도비행사단
아케노 교도비행사단(일본어: 明野教導飛行師団 아케노 쿄도히코시단[*])은 일본 제국 육군 항공대의 사단급 교육훈련부대였다.

## 역사
1944년 6월 20일 아케노 육군비행학교가 사단급 부대로 개편되었다. 1945년 7월, 결호 작전을 위한 전력을 끌어 모으기 위해 작전부대와 교육훈련부대의 분리개편안인 군령육갑 제103호의 시령에 따라 사단은 작전부대는 제20전투비행집단, 교육부대는 제1비행교육대로 분할됨에 따라 해체되었다. 제1비행교육대는 교도비행사단으로 전속하였다.

## 인사

### 사단장
1. 소장 아오키 다케조(일본어판); 1944년 6월 20일 ~ 1944년 10월 12일
2. (대리) 대좌 이마가와 잇사쿠(일본어판); 1944년 10월 12일 ~ 1945년 3월 1일, 소장으로 진급 및 사단장 취임.
3. 소장 今川一策 이마가와 잇사쿠[*]; 1945년 3월 1일 ~ 1945年5월 16일
4. 소장 아오키 다케조; 1945년 5월 16일 - 1945년 7월 16일

### 교관
1. 대위 히노키 요헤이(일본어판)：1944년 10월 ~ 1945년 4월

### 사단사령부 직속
1. 대좌 松村黄次郎 마쓰무라 고지로[*]; 1944년 6월 20일 ~ 1945년 4월 1일
2. 중좌 檮原秀見 히바라 히데미[*]; 1945년 1월 ~ 1945년 4월

## 같이 보기
- 아케노 주둔지, 육상자위대의 항공대 기지

## 참고 자료
- 秦郁彦 (2005년 8월 1일). 《日本陸海軍総合事典》 (일본어) 2판. 東京大学出版会. ISBN 4130301357.
- 外山操 (1987).  森松俊夫, 편집. 《帝国陸軍編制総覧》 (일본어). 芙蓉書房.
- 原剛 (2003).  安岡昭男, 편집. 《日本陸海軍事典コンパクト版（上）》. 新人物往来社.